# Аспелин, Курт
Курт Фритьоф Густав Аспелин (швед. Kurt Fritjof Gustav Aspelin, 28 августа 1929, Лунд, Скания, Швеция — 30 декабря 1977,  Гётеборг, Вестра-Гёталанд, Швеция) — шведский литературовед.

## Биография
Курт Аспелин родился в семье профессора философии Гуннара Аспелина. В 1967 году Аспелин получил докторскую степень по истории литературы в Гётеборгском университете и в том же году стал там адъюнкт-профессором. Курт работал в области социологии литературы на основе марксистской теории литературы, а в 1970-е годы стал важным представителем структурализма, семиотики и антибиографических теорий в европейской литературной науке того времени (особенно в книге Textens dimensioner (Размеры текста) 1975 года); например, он был одним из первых шведских литературоведов, обративших внимание на Умберто Эко и Жиль Делёза как теоретиков текста и литературы. Аспелин писал статьи о культуре в газете Ny Dag в 1947—1960 годах и с 1962 года в Aftonbladet, а также театральную критику в Arbetar-Tidningen (Рабочая газета) в 1949—1956 годах.

## Подборка работ
- Poesi och verklighet. 1, Några huvudlinjer i 1830-talets svenska kritikerdebatt (1967)
- Timon från Aten: ett drama, en uppsättning, ett möte med publiken (1971)
- Spår: studier kring litteratur, samhälle och idéer (1974)
- Textens dimensioner: problem och perspektiv i litteraturstudiet (1975)
- Poesi och verklighet. 2, 1830-talets liberala litteraturkritik och den borgerliga realismens problem (1977)
- Studier i C.J.L. Almqvists författarskap åren kring 1840 (1979—1980)
- Vägval, kritik och presentationer (1980)

### Антологии
- Marxistiska litteraturanalyser (1970)
- Form och struktur: texter till en metodologisk tradition inom litteraturvetenskapen (1971)
- Vetenskap som kritik: en introduktion till Frankfurtskolans aktuella positioner (1974)
- Tecken och tydning: till konsternas semiotik (1976)
- Teaterarbete: texter för teori och praxis (1977)

### Переводы
- Ethel Rosenberg, Julius Rosenberg. Breven från dödscellen: Ethel och Julius Rosenbergs brev (1961)

## Премии
- Премия Шюка (1977)